# Сеноти

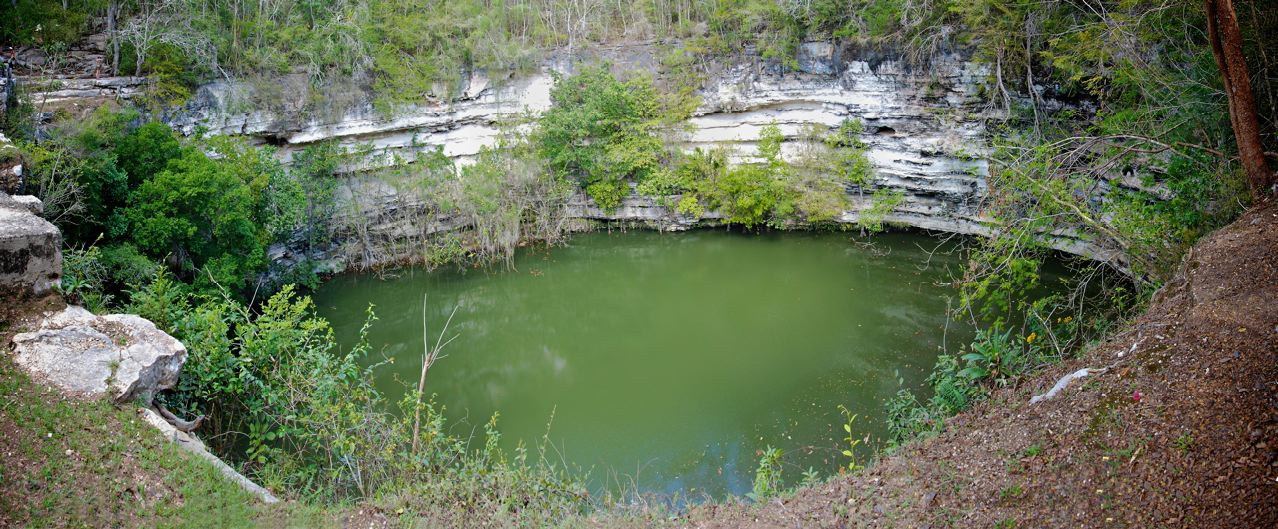
Священний сенот у Чичен-Іца, Мексика.

Сено́ти (ісп. cenote, мовами мая ts'onot) — природні заглиблення та карстові вирви, утворені через завалення склепінь вапнякових печер, в яких протікають підземні води, іноді з доступом морської води. Сеноти зазвичай асоціюються з півостровом Юкатан у Мексиці, основна порода якого — пористий вапняк.

## Назва
Назва прийшла з мови мая від слова «тсонот», (ts'onot, «колодязь»). Мая називали сеноти «брамою до царства мертвих» та вважали їх священними водами.

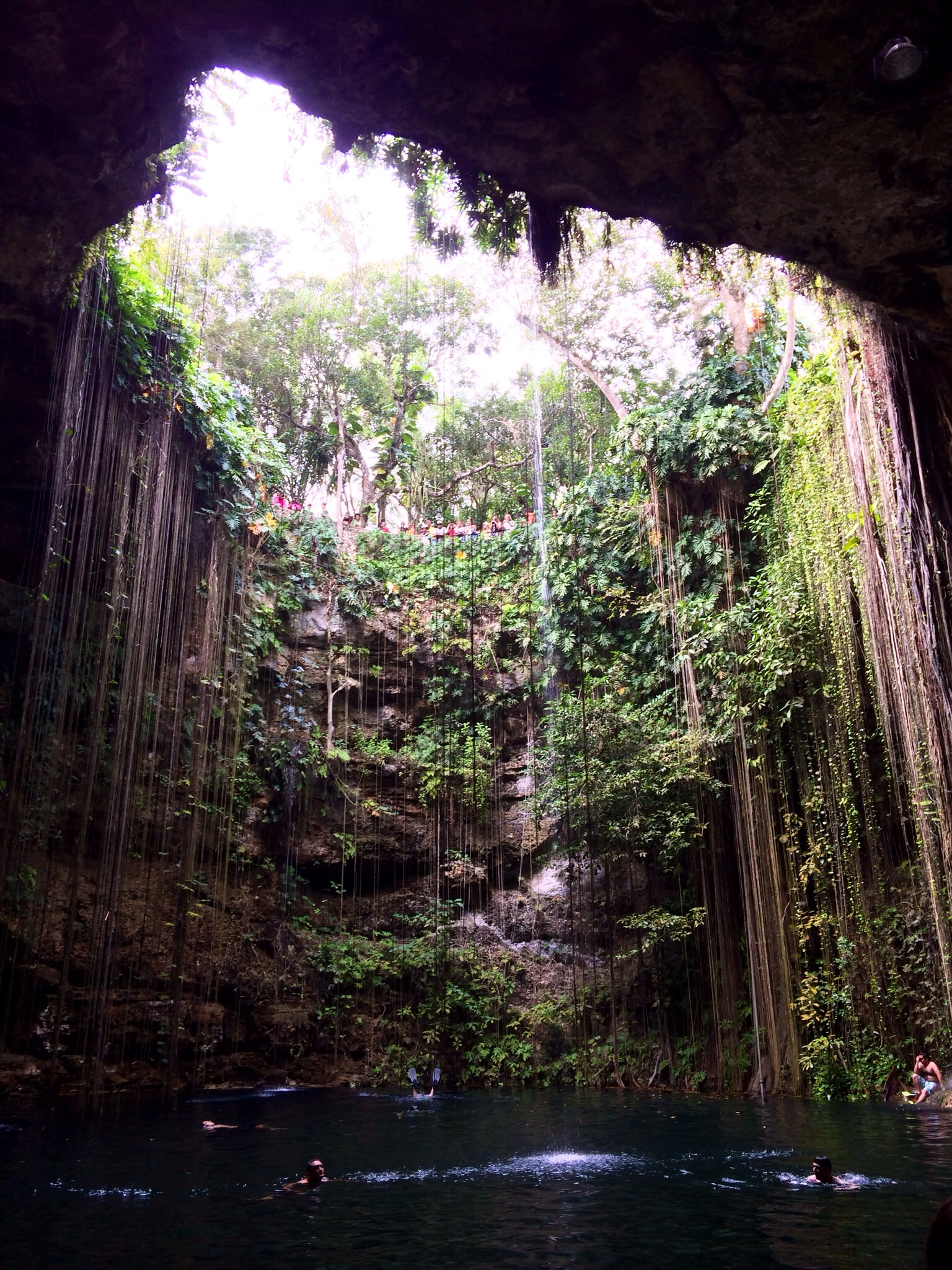
Сенот Ік Кіль

## Загальні відомості
Сеноти зустрічаються на півострові Юкатан. Раніше використовувалися стародавніми індіанцями мая як водні джерела й місця для жертвопринесень. За підрахунками вчених, на півострові Юкатан знаходиться близько 6000 сенотів. Практично всі сеноти на території Юкатану приватні, належать одній людині або сім'ям.
На Юкатані майже зовсім немає річок — вся вода просочується в вапняну породу, у сеноти. Вони були основним джерелом прісної води для мая та інших цивілізацій, що населяли цю землю. Багато міст мая будувалися неподалік від великих відкритих сенотів.
Найвідоміший сенот — Сакрада, знаходиться в місті Чичен-Іца. Він був присвячений богові дощу мая. Водна поверхня сенота Чичен-Іца становить 65 м у діаметрі, а його круті береги підносяться над водою деколи на 20 метрів. Сенот мав культове призначення. На його дні підводні археологи виявили золоті дзвони, маски, статуетки, останки загиблих  і понад 120 скелетів принесених у жертву чоловіків та жінок, а ще більше дітей.
На дні сеноту Калаверас (що в перекладі означає «печера черепів»), розташованого на території археологічного заповідника Тулум у мексиканському штаті Кінтана-Роо, на глибині 15 м археологи знайшли 118 черепів мая.
Людський скелет, який датується X ст. до н. е., був виявлений у печері Чан Хол на глибині 487 метрів. Чан Хол, що мовою мая означає «маленька нора», також знаходиться в заповіднику Тулум.
Вода в сеноті прозора на десять метрів углиб. Печери наповнені сталактитами і сталагмітами, іноді вони утворюють цілий ліс, що заповнює більшу частину такого грота.

## Типи
Існує чотири типи сеноти:
- повністю підземні сеноти;
- напівпідземні сеноти;
- на рівні землі як озеро або водоймище;
- ті які є відкритими карстовими колодязями.

Дно сенотів кам'янисто-мулисте, а вода надзвичайно прозора — видимість не менше 30 м. Температура води практично постійна на рівні 24-25 °C. Зміни бувають після дощів і у сенотах, які з'єднані з морем. Численні сталактити та сталагміти під водою свідчать про те, що раніше, під час льодовикового періоду, рівень океану, а значить і підземних вод півострова, був набагато нижче, а ці гроти були сухими.
Мексиканські каверни та печери — найлегкодоступніші, найтепліші та найпрозоріші у світі. Сенотів налічується близько 6000. Тільки 2400 з них зареєстровані, менше 10 % вивчені.

## Про роль сенотів у формуванні циркуляції жовтої гарячки
Тяжка інфекційна хвороба — жовта гарячка ймовірно була занесена до Центральної Америки з Африки, де вона була поширена з давніх часів. Вірус, збудник хвороби, прибув до регіону в організмі рабів. Надалі відбулась адаптація його до місцевих умов, в Центральній Америці його почали переносити місцеві комарі, яйця яких зріли в тих водоймах, де немає проточної води, зокрема, в багатьох сенотах, особливо тих, які не мали зв'язку з морем. Певною мірою розплодження комарів ішло також у штучних невеликих водоймах, де мая зберігали воду для поливу свої полів, деякі з них збереглися до часу потрапляння в регіон іспанців. Внаслідок цього створилися умови для виникнення тяжких епідемій з великою кількістю смертей. Першу відому епідемію жовтої гарячки було описано у 1648 році на Юкатані, що зробив іспанський монах Лопес де Когольюдо. Надалі хвороба поширилася до Південної Америки, де знайшла окрім людей стійкий резервуар — місцевих мавп.